# COVID-19-Pandemie in Spanien
Die Ende 2019 in China ausgebrochene, weltweite COVID-19-Pandemie war in Spanien anfangs besonders aktiv. Am 31. Januar 2020 wurde die erste COVID-Infektion in Spanien registriert. Im März stieg deren Zahl stark an; in der Woche vom 20. bis 26. März 2020 wurden in Spanien täglich bereits bis zu 10.000 Neuinfektionen registriert. In der gleichen Woche stieg die Zahl der täglich registrierten COVID-Toten von etwa 500 auf über 900; Anfang April 2020 waren es 950. In der zweiten Märzhälfte und im April 2020 gab es einen strengen Lockdown. Ende Juni endete der „Alarmzustand“.
In der Woche vom 3. bis 9. August 2020 wurden erneut mehr als 20.000 neue Fälle entdeckt – doppelt so viele wie zwei Wochen zuvor und zehnmal so viele wie vier Wochen zuvor. Am stärksten betroffen waren Katalonien und Aragonien. In der letzten Juliwoche war die Infektionsrate auf den Balearen noch ähnlich niedrig wie in Deutschland – innerhalb von nur zwei Wochen stieg die Rate von 8 auf 60 pro hunderttausend Einwohner.
Ende Juni 2021 begann eine weitere COVID-Welle, die Zahl der Neuinfektionen stieg wieder. Als eine Ursache galt die Verbreitung der ansteckenderen Delta-Variante des SARS-CoV-2-Virus. Die Welle flaute im August 2021 wieder ab. Im Dezember 2021 wurde die noch ansteckendere Omikron-Variante die dominierende Variante auch in Spanien. Ende 2021 wurden über 160.000 Neuinfektionen an einem einzigen Tag registriert.

## Ausbruch der Pandemie
Der erste Fall in Spanien wurde am 31. Januar 2020 bekannt, als ein deutscher Tourist in La Gomera positiv getestet wurde. Am 9. Februar 2020 wurde der zweite Fall eines positiv 2 getesteten Briten bekannt (Universitätsklinikum von Son Espases / Mallorca). Am 24. Februar 2020 bestätigte Spanien nach dem COVID-19-Ausbruch in Italien mehrere Fälle im Zusammenhang mit den italienischen Clustern, beginnend mit einem Arzt aus der Lombardei, der auf Teneriffa Urlaub machte.
Anschließend wurden auf Teneriffa mehrere COVID-19-Fälle festgestellt, an denen Personen beteiligt waren, die mit dem Arzt in Kontakt gekommen waren. Weitere Infizierte, die Italien besucht hatten, wurden auf dem spanischen Festland entdeckt. Gegen Mitte April berichtete die Zeitung El País, man könne aufgrund der Analyse des Genoms vom 24. Februar schließen, dass bereits um Mitte Februar diverse Spanier in der Region Valencia mit dem Virus infiziert waren.
Ende Februar sagte der oberste Seuchenmanager im Gesundheitsministerium, Fernando Simón, Corona sei kein Grund, sich groß aufzuregen. Am 4. März 2020 meldete Spanien den ersten Todesfall im Zusammenhang mit dem Coronavirus. Die Menschen fühlten sich noch sicher; am Wochenende 7./8. März fanden unter anderem Fußballspiele, Feste und andere Veranstaltungen statt. Am 7. März 2020 hielt die rechtsextreme Partei Vox ihren Parteitag im Palacio Vistalegre in Madrid mit 9000 Teilnehmern ab; ein Teil von ihnen erkrankte später. Am gleichen Tag forderte die Regierungspartei PSOE noch via Twitter dazu auf, die Straßen Spaniens anlässlich der Demonstrationen im Rahmen des internationalen Frauentags am 8. März 2020 „zu füllen“. Etwa 100.000 Menschen nahmen teil. Am 8. März 2020 waren laut Statistik 674 Menschen COVID-infiziert.

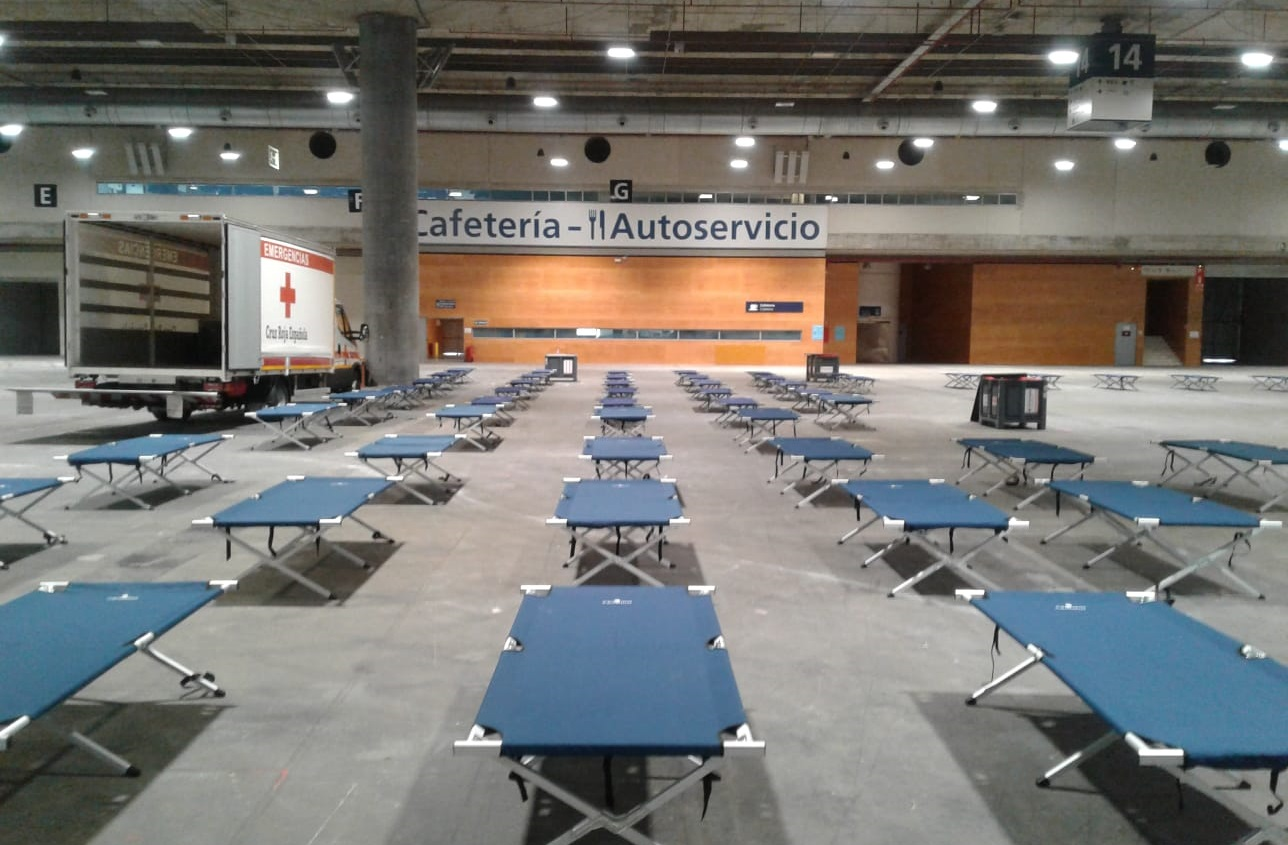
Provisorisches Krankenhaus in Madrid

Bis zum 18. März 2020 gab es in Spanien nach Angaben der Behörden 11.826 bestätigte Fälle bei 1.028 genesenen Patienten und 533 Todesfällen. Innerhalb von zehn Tagen hatte sich die Zahl registrierten Infizierten um den Faktor 17,5 zugenommen – durchschnittlich jeden Tag um 33 %. Bis zum 24. März stieg diese Zahl exponentiell weiter auf 39.673 Fälle, 2.696 Tote wurden gemeldet und 3.794 geheilte Patienten. Nur auf der Insel La Graciosa war noch kein positiver COVID-Fall registriert worden. Am 24. März 2020 wurde gemeldet, dass Soldaten, die Pflegeheime desinfizierten, entdeckten, dass Bewohner mehrerer Altenheime sich selbst überlassen worden waren und mit Leichen von Menschen lebten, die im Verdacht standen, an COVID-19 gestorben zu sein. Ein Eisstadion wurde als Leichenhalle genutzt. Kurz darauf bat die spanische Armee die NATO um Unterstützung. Angefragt wurden Corona-Tests, Beatmungsgeräte und Schutzausrüstung. Zudem wurde bekannt, dass zahlreiche infizierte Patienten aus Krankenhäusern geflohen waren.
Bis zum 29. April 2020 starben in Spanien 519 Menschen pro eine Million Einwohner an COVID, womit das Land in dieser Statistik weltweit auf Platz 4 lag. Laut der Zeitung El País sterben im Monat März durchschnittlich rund 30.000 Menschen, im März 2020 waren es hingegen 45.000, was in diesem Monat eine Übersterblichkeit von etwa 50 % bedeutet.

## Historie und Maßnahmen
Am 9. Februar 2020 prognostizierte der Epidemiologe Fernando Simón, der für medizinische Notfälle in Madrid zuständig ist, Spanien werde „nur eine Handvoll Fälle haben“.
Am 9. März 2020 beschloss die Regionalregierung der Autonomen Gemeinschaft Madrid (damals die Region mit der höchsten Infektionsrate) die Streichung aller Präsenzkurse von 15 Tagen bis zum 26. März 2020 in sämtlichen Bildungseinrichtungen; stattdessen sollte, wenn möglich, Online-Unterricht praktiziert werden. Am selben Tag kündigte die baskische Regierung selbiges ab dem 10. März 2020 in der Gemeinde Vitoria-Gasteiz an.
Wegen der COVID-Pandemie nahm die Mehrheit der Minister des Kabinetts erstmals per Videokonferenz an der Kabinettssitzung teil.
Am 10. März 2020 verfügte die spanische Regierung die sofortige Streichung aller Direktflüge von Italien nach Spanien bis zum 25. März 2020.
Zudem billigte die Regierung der Autonomieregion La Rioja am gleichen Tag dieselben Maßnahmen wie die Autonome Gemeinschaft Madrid hinsichtlich der Streichung von Klassen, die ab dem 11. März 2020 ebenfalls durchgesetzt werden sollen.
Am 11. März 2020 gab die Regierung der autonomen Region Valencia die erstmalige Absage des bekannten Frühlingsfestes, der Fallas, seit dem Spanischen Bürgerkrieg bekannt. Am selben Tag stufte die Weltgesundheitsorganisation WHO die COVID-19-Krise als eine Pandemie ein. Am
12. März 2020 stellte die katalanische autonome Regierung vier Gemeinden unter Quarantäne – Igualada, Vilanova del Camí, Santa Margarida de Montbui und Odena.
Am Abend des 12. März 2020 wurden fünf Orte mit etwa 70.000 Einwohnern um die Stadt Igualada in Katalonien, etwa 60 Kilometer von Barcelona entfernt, abgeriegelt. Schulen und Universitäten wurden im ganzen Land für etwa zwei Wochen geschlossen.
In Madrid wurden die Gastronomiebetriebe geschlossen. Am Abend des 13. März 2020 rief Ministerpräsident Pedro Sánchez den staatlichen Alarmzustand aus, die dritthöchste der in der Verfassung vorgesehenen Notfallstufen. Der Alarmzustand war seit der Rückkehr zur Demokratie bislang nur einmal angewendet worden, nämlich bei einem Fluglotsenstreik 2010.
Damit einher ging eine landesweite Ausgangssperre, wobei auch Spaziergänge und Sport im Freien verboten wurden.
Mit Ausnahme von Lebensmittelläden und Apotheken wurde die Schließung aller öffentlich zugänglichen Einrichtungen (Geschäfte, Restaurants etc.) angeordnet. Angestellten und Selbstständigen war es weiterhin gestattet, zum Arbeitsplatz zu fahren; sie sollten aber nach Möglichkeit von zuhause aus arbeiten.
Am 23. März 2020 wurde bekannt, dass der Eispalast von Madrid zu einer temporären Leichenhalle umfunktioniert wurde. Einen Tag vermeldete das Gesundheitsministerium, dass mehr als 500 Personen im Land innerhalb von 24 Stunden an einer SARS-CoV-2-Infektion verstarben.
Am 25. März 2020 stimmte das spanische Abgeordnetenparlament der Verlängerung des staatlichen Alarmzustands (Estado de Alarma) zur Bewältigung der COVID-19-Pandemie bis zum 12. April 2020 um 0:00 Uhr zu. Aufgrund dieses Alarmzustands gelten im Land seither strenge Einschränkungen der Bewegungsfreiheit. Das Verlassen der Wohnung ist nur noch für wesentliche Aktivitäten wie dem Einkauf von Lebensmitteln oder Medikamenten, Arztbesuchen sowie des Arbeitsplatzes gestattet.
Am 4. April 2020 gab Ministerpräsident Sánchez bekannt, dass eine Verlängerung der Ausgangssperre um weitere zwei Wochen bis zum 26. April beschlossen werden soll. Weiterhin vertrat das spanische Gesundheitsministerium in der ersten Aprilwoche die Auffassung, dass 15 von 16 Infektionen, „mehr als 90 %“, bislang unentdeckt geblieben seien und nicht Bestandteil der bis dato gemeldeten Fallzahlen wären; es gäbe eine sehr hohe Dunkelziffer.
Am 10. April 2020 erklärte der spanische Gesundheitsminister, Salvador Illa, dass der Bevölkerung nach Ostern nun doch empfohlen wird, Gesichtsmasken zur Prävention zu tragen, insbesondere im öffentlichen Nahverkehr. Die Masken würden zeitnah in ausreichender Zahl vom Staat zur Verfügung gestellt werden.
Vielfach kritisiert wurde die mangelnde Ausstattung des medizinischen Personals – dieses wies nach Angaben von Gewerkschaften eine Ansteckungsrate von 14 % auf, somit die höchste in Europa während der Pandemie.
Am 11. April 2020 erklärte die Regierung, dass sich 25.000 medizinische Fachkräfte in Spanien infiziert hätten.
Am 18. April 2020 gab Ministerpräsident Sánchez bekannt, das spanische Unterhaus solle den Alarmzustand und die Ausgangssperre ohne Erleichterungen für die Bevölkerung bis zum 9. Mai verlängern.
Am 21. April 2020 gab Gesundheitsminister Salvador Illa bekannt, dass Kinder bis 12 Jahre ab dem 26. April in Begleitung eines Elternteils das Haus verlassen dürfen, jedoch ausschließlich als Begleitung des Elternteils zum Supermarkt oder zur Apotheke. Aufgrund zahlreicher Proteste seitens der Bevölkerung gab die Regierung noch am selben Abend bekannt, dass die Regelung nun für Kinder bis 14 Jahre gelte und sie in Begleitung eines Elternteils innerhalb eines Radius von 1 km maximal 1 Stunde draußen sein dürfen. Sowohl der Ministerpräsident als auch dessen Stellvertreter entschuldigten sich tags darauf öffentlich für die ursprüngliche Regelung.
Am 25. April 2020 erklärte Sánchez, nachdem die kanarische Inselregierung öffentlich eine Erleichterung der Ausgangssperre eingefordert hatte, dass, wenn die Pandemie sich weiter in eine positive Richtung entwickle, es ab dem 2. Mai erlaubt sein werde, für Individualsportarten oder Spaziergänge mit den Menschen, mit denen man zusammen wohnt, ins Freie zu gehen. Seit dem 26. April 2020 durften Kinder das Haus in Begleitung eines Elternteils für einen Spaziergang von einer maximalen Dauer von einer Stunde innerhalb eines Radius von einem Kilometer verlassen.
Am 28. April 2020 stellte die spanische Regierung, einen 4-Phasen-Plan zu einem schrittweisen Übergang der verschiedenen spanischen Regionen hin zu einer „neuen Normalität“ vor, wobei die erste Phase, die als Vorbereitungsphase dienen soll, genannt „Phase 0“, ab dem 4. Mai in Kraft treten soll. Der Übergang in die jeweils nächste Phase ist seitens der Regierung Sanchez im Einzelfall zu genehmigen. Die vier Phasen sollen der Reaktivierung der spanischen Wirtschaft dienen. Zudem sollen die aufgrund des derzeit noch landesweit geltenden staatlichen Alarmzustands Einschränkungen im sozialen Bereich bis zum 25. Juni dieses Jahres Schritt für Schritt aufgehoben werden. Der Übergang zur Phase 1 sollte zum 11. Mai erfolgen.
Ab dem 2. Mai 2020 dürfen Erwachsene ihr Haus nach acht Wochen Ausgangssperre für maximal eine Stunde innerhalb vorgegebener Uhrzeiten (8:00 bis 10:00 Uhr und 20:00 bis 23:00 Uhr) verlassen, um sich in einem Radius von einem Kilometer im Freien aufhalten zu können.
Am 6. Mai 2020 verlängerte der Kongress den Estado del alarma mit 178 Ja-Stimmen, 75 Nein-Stimmen und 97 Enthaltungen zum vierten Mal in Folge.
Am 20. Mai 2020 wurde der Alarmzustand zum sechsten Mal verlängert.
In der Nacht zum 21. Juni 2020 wurde der landesweite Notstand aufgehoben. Spanien öffnete am 21. Juni 2020 seine Grenzen wieder für die EU-Staaten im Schengen-Raum (Ausnahme Portugal, dort erst am 1. Juli). Seit dem 15. Juni 2020 dürfen Touristen wieder auf die Balearen.
Mit Wirkung zum 21. September 2020 verhängte die Regionalregierung in der Hauptstadtregion wieder Ausgangsbeschränkungen, die 850.000 Menschen vor allem in den ärmeren südlichen Stadtviertel Madrids sowie daran angrenzende Städte betreffen. Die Bewohner dürfen für den Weg zur Arbeit, zum Arzt oder in die Schule ihre Bezirke verlassen. Am 20. September kam es zu zahlreichen Demonstrationen gegen die Beschränkungen.
Ende September 2020 einigten sich die spanische Zentralregierung (Kabinett Sánchez II) und die Regierungen der 17 Autonomen Gemeinschaften Spaniens auf Anordnungen bzw. Maßnahmen für spanischen Städte mit mehr als 100.000 Einwohner, die innerhalb von 14 Tagen insgesamt 500 Neuinfektionen pro 100.000 Einwohner registrieren. Für die Verhängung der Maßnahmen, darunter die Abriegelung bzw. Isolation von Städten müssen mehr als zehn Prozent der PCR-Tests positiv ausfallen und mehr als 35 Prozent aller Intensivbetten mit Covid-Patienten belegt sein. Dies traf Anfang Oktober 2020 auf die Hauptstadt Madrid und neun nahe gelegenen Städte zu, sodass die Abriegelung jener Städte befohlen wurde. Rund 4,5 Millionen Menschen die von der Maßnahme betroffen sind, dürften ihre Stadt nur noch zum Arbeiten, für die Schule oder aus medizinischen Gründen verlassen.
Am 25. Oktober 2020 rief Spanien wegen der erneut hohen Zahl der Neuinfektionen einen für mindestens zwei Wochen andauernden landesweiten Notstand aus. Es gab ein Ausgehverbot von 23:00 bis 6:00 Uhr. Verschärfte Corona-Maßnahmen gelten ab 18. Januar 2021 auf Gran Canaria und Lanzarote. Die nächtliche Ausgangssperre wurde hier z. B. um eine Stunde auf 22 Uhr vorgezogen.
Am 5. Juli 2023 wurden die letzten Maßnahmen aufgehoben, darunter die Maskenpflicht in öffentlichen Verkehrsmitteln. Gleichzeitig wurde die Gesundheitskrise in Spanien für beendet erklärt. Die spanische Gesundheitsministerin Mónica García Gómez ordnete im Januar 2024 die Wiedereinführung der Maskenpflicht in staatlichen Gesundheitseinrichtungen an.

## Impfprogramm

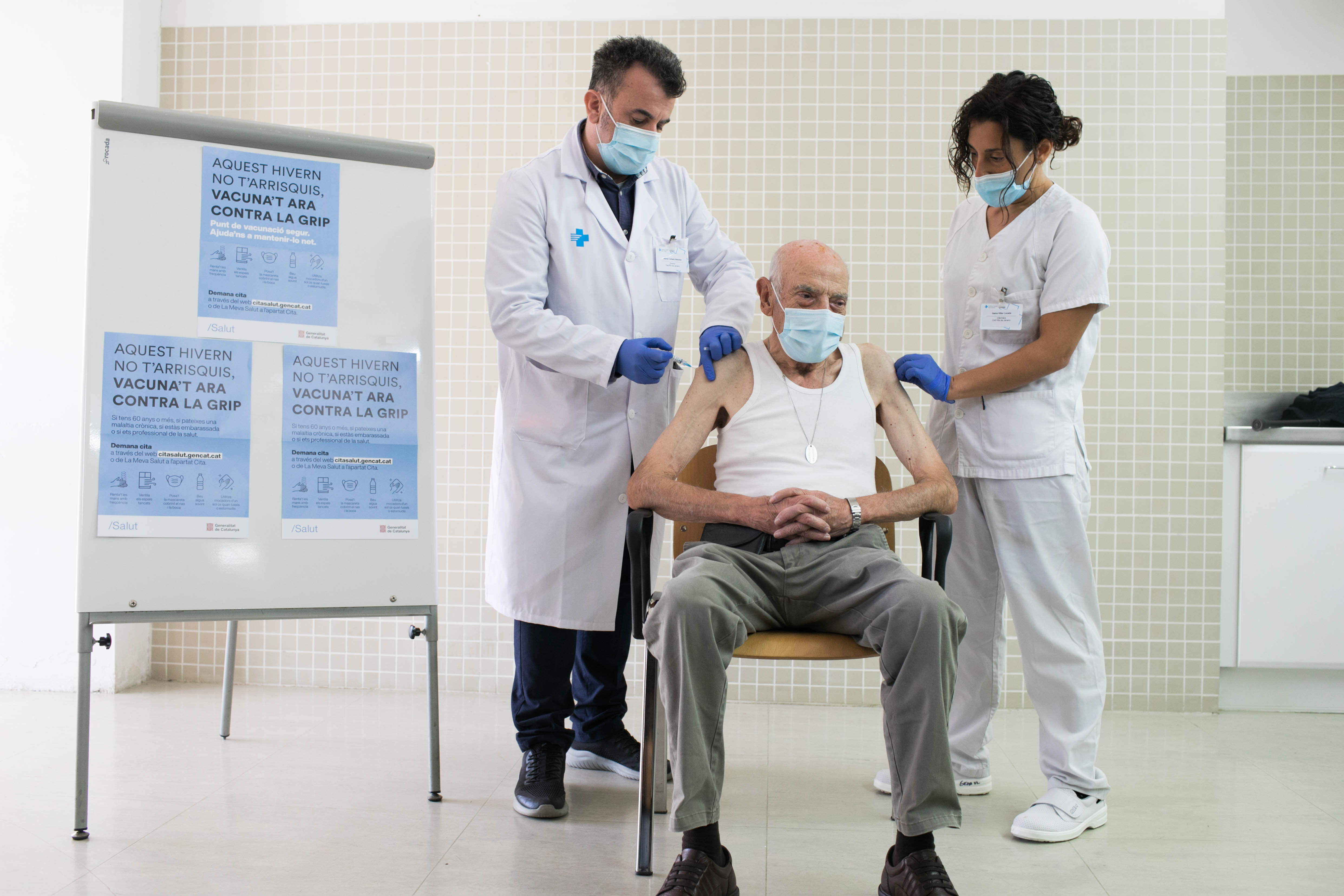
COVID-19-Impfung in Barcelona, Oktober 2021

Am 27. Dezember 2020 begannen in Spanien Impfungen gegen COVID-19.
Stand 12. Juli 2021 waren 51.327.142 Dosen verimpft (davon 34.126.737 Dosen Pfizer-BioNTech, 4.753.770 Moderna, 10.387.100 AstraZeneca und 2.059.535 Janssen), 21,8 Millionen Menschen (= 51,7 %) waren voll geimpft.
Die Impfbereitschaft in Spanien war von Beginn an hoch (im Februar 2021 86,4 %, im März 89,6 %, im April 90,1 %, im Mai 93,1 % und im Juni 93,7 %). Bis Anfang September 2021 konnten 70 % der spanischen Bevölkerung geimpft werden. Im September 2022 startete eine weitere Impfkampagne für Personen über 80 Jahren, die in diesem Rahmen ihre vierte Corona-Impfung erhielten. Stand März 2023 konnten 86 % der Bevölkerung vollständig geimpft werden.

## Wirtschaftliche Folgen
Die Auswirkungen der COVID-19-Pandemie auf dem spanischen Arbeitsmarkt waren teilweise verheerend. Das Ministerium für Beschäftigung und soziale Sicherheit erklärte, dass allein im März 2020 833.979 sozialversicherungspflichtige Beitragszahler verloren gingen. Zum 28. April waren 562.900 registrierte Personen in Kurzarbeit (ERTE); die Arbeitslosenquote betrug 14,4 %. Berücksichtigt man die bis zum 20. April registrierten 3,7 Millionen Arbeitslosen, befanden sich mit Stand Ende April 2020 rund 9 Millionen Menschen in einem – wirtschaftlich gesehen – arbeitslosen Zustand, circa 40 % der spanischen Erwerbsbevölkerung im Dezember, was 23 Millionen Bürgern entspricht.
Die Anzahl an Kfz-Zulassungen sank im März 2020 um 69,3 %. Im Monat April wurden im gesamten Monat so viele KFZ zugelassen wie im Vorjahr an einem Werktag, insgesamt 4.163. Dies waren 96,5 % weniger als im Vorjahresmonat und die niedrigste Zahl seit zwei Jahrzehnten.
Der Wirtschaftswissenschaftler Toni Roldán schrieb im März 2020, Spanien brauche Kredite in Höhe von 200 Milliarden Euro aus dem Europäischen Stabilitätsmechanismus. Das spanische Bruttoinlandsprodukt war im ersten Quartal 2020 5,2 % geringer als im Vorjahreszeitraum.
Im zweiten Quartal 2020 verloren mehr als eine Million Spanier ihren Arbeitsplatz; hunderttausende mussten in Kurzarbeit.
Der spanische Tourismus verbuchte im ersten Halbjahr 2020 71 Prozent weniger Hotelübernachtungen als 2019 (knapp 56 Millionen nach 193 Millionen).

## Soziale Folgen
In Folge der Ausgangssperre wurden landesweit mehr als 377.000 Strafanträge gestellt, die Polizei nahm mehr als 3267 Personen fest.
Allein am Dienstag, dem 31. März 2020, meldete das spanische Innenministerium 150 Festnahmen und 18.000 Anzeigen. Der Jahresdurchschnitt an Strafanzeigen ähnlicher Art  liegt in Spanien normalerweise bei circa 13.000. Zudem gingen verstärkt Anrufe bei der Notrufnummer für häusliche Gewalt ein – das Gleichstellungsministerium verzeichnete in der zweiten Märzhälfte 2020 eine Zunahme von 18 Prozent. Andererseits wurden beispielsweise in Barcelona statt 4000 zuletzt nur noch 93 Diebstähle pro Woche registriert.
In der Ortschaft Herrera del Duque wurde verordnet, dass bei Lebensmittel-Einkäufen ein Mindestumsatz von 30 Euro erreicht werden muss, um sicherzustellen, dass die Wohnung so selten wie möglich verlassen wird.

## Statistik

Bestätigte
Infizierte nach Daten der WHO. Oben kumuliert, unten Tageswerte

Bestätigte Todesfälle nach Daten der WHO. Oben kumuliert, unten Tageswerte

Entwicklung der Epidemie
nach Daten der WHO